# بنی شقران
بنی شقران (به عربی: جبال بنی شقران) یک رشته‌کوه است که در الجزایر واقع شده‌است. بنی شقران ۹۳۲ متر بالاتر از سطح دریا واقع شده‌است.